# Armington
Armington é uma vila localizada no estado americano de Illinois, no Condado de Tazewell.

## Demografia
Segundo o censo americano de 2000, a sua população era de 368 habitantes. 
Em 2006, foi estimada uma população de 353, um decréscimo de 15 (-4.1%).

## Geografia
De acordo com o United States Census Bureau tem uma área de 
0,7 km², dos quais 0,7 km² cobertos por terra e 0,0 km² cobertos por água. Armington localiza-se a aproximadamente 192 m acima do nível do mar.

## Localidades na vizinhança
O diagrama seguinte representa as localidades num raio de 16 km ao redor de Armington. 